# Palmas d’Aveyron
Palmas d’Aveyron – gmina we Francji, w regionie Oksytania, w departamencie Aveyron. Została utworzona 1 stycznia 2016 roku z połączenia trzech wcześniejszych gmin: Coussergues, Cruéjouls oraz Palmas. Siedzibą gminy została miejscowość Palmas. W 2013 roku populacja wyżej wymienionych gmin wynosiła 1045 mieszkańców.

## Zabytki
Zabytki posiadające status monument historique:
- kościół św. Wawrzyńca (fr. Église Saint-Laurent) w Cruéjouls
- Dolmen de Luc 1 w Palmas
- kościół św. Wincentego (fr. Église Saint-Vincent) w Palmas